# Nouziers
Nouziers (1793 noch mit der Schreibweise Nouzien) ist eine französische Gemeinde mit 250 Einwohnern (Stand 1. Januar 2022) im Département Creuse in der Region Nouvelle-Aquitaine. Sie gehört zum Arrondissement Guéret und zum Gemeindeverband Portes de la Creuse en Marche.

## Geografie
Die Gemeinde Nouziers liegt 18 Kilometer südlich von La Châtre und 30 Kilometer nördlich der Départements-Hauptstadt Guéret. Nouziers ist die nördlichste Gemeinde des Départements Creuse und grenzt an das Département Indre. Entwässert wird das 14,33 km² umfassende Gemeindegebiet dorch den Ruisseau de Fougères, der nach Süden zur Petite Creuse strömt. Bis auf den Forst Bois de Fonteny im Nordwesten ist das hügelige Gemeindeareal durch von Hecken durchsetztes Acker- und Weideland geprägt. Im Bois de Fonteny wird mit 467 m über dem Meer der höchste Punkt im Gemeindegebiet erreicht, während das namengebende Dorf Nouziers auf ca. 410 m über Meereshöhe liegt.
Zur Gemeinde Nouziers zählen die Dörder und Weiler La Gare, Les Mazeaux, Le Boucheron, Villebasse, Les Fonteilles, Grospaud, Gresse, Malicorne, Le Petit Part, Lafat und teilweise Bordessoule.
Umgeben wird Nouziers von den Nachbargemeinden Crevant und Pouligny-Notre-Dame im Norden, Sazeray im Nordosten, La Cellette im Osten, Moutier-Malcard im Süden, Mortroux im Südwesten sowie La Forêt-du-Temple im Westen.

## Bevölkerungsentwicklung
| Jahr      | 1962 | 1968 | 1975 | 1982 | 1990 | 1999 | 2011 | 2021 |
| --------- | ---- | ---- | ---- | ---- | ---- | ---- | ---- | ---- |
| Einwohner | 463  | 505  | 385  | 276  | 278  | 232  | 238  | 248  |

Im Jahr 1891 wurde mit 893 Bewohnern die bisher höchste Einwohnerzahl ermittelt. Die Zahlen basieren auf den Daten von cassini.ehess und INSEE.

## Wappen
Blasonierung: In Rot unter einem blauen Wellenschildhaupt ein blaugekrönter goldener Löwe.

## Sehenswürdigkeiten
- Mariä Geburtskirche aus dem 11. Jahrhundert, Monument historique
- Schloss Nouziers
- Calvaire

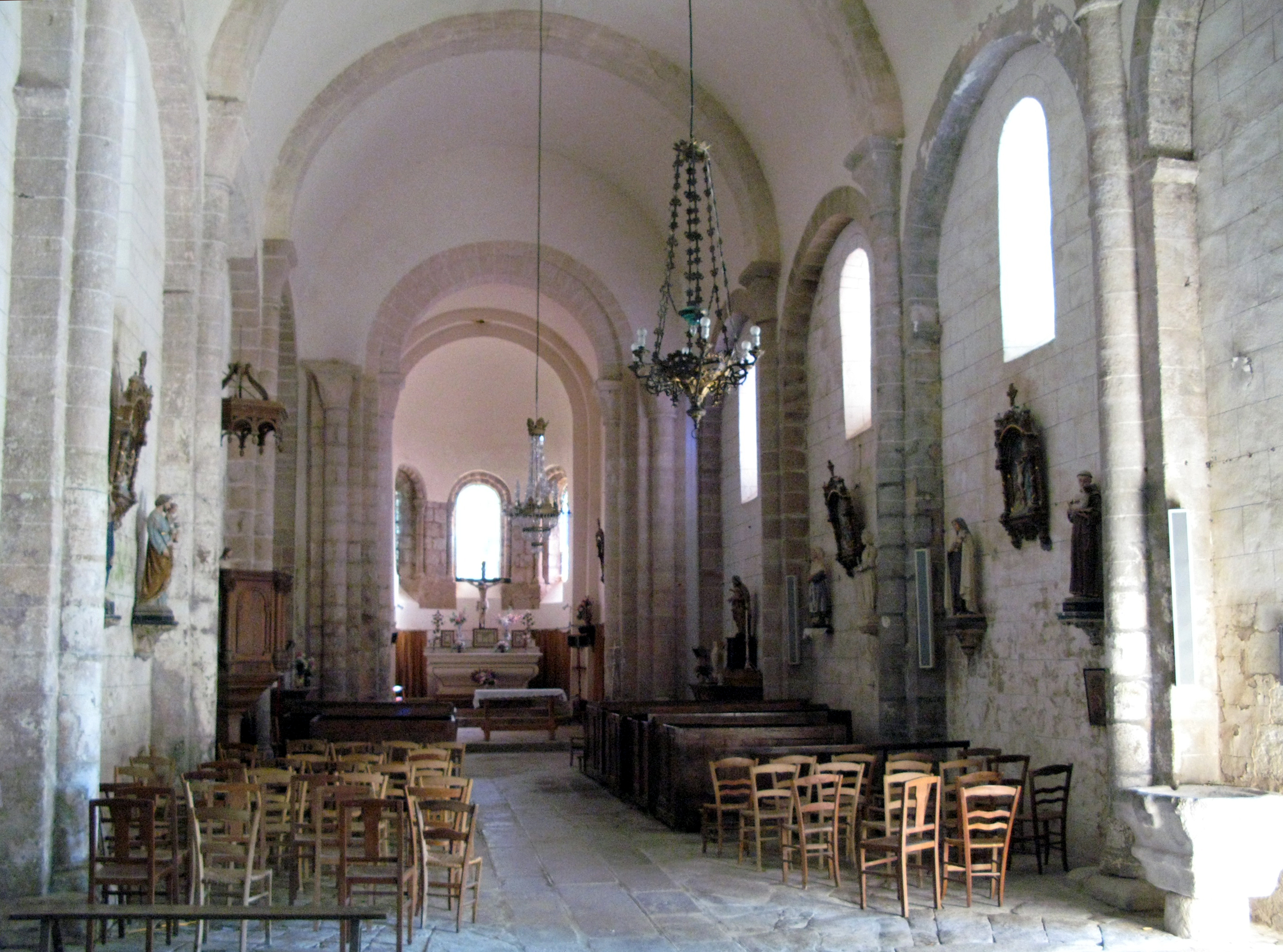
Mariä Geburtskirche
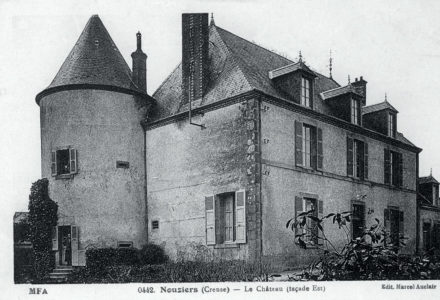
Schloss Nouziers

## Wirtschaft und Infrastruktur
In der Gemeinde sind 24 Landwirtschaftsbetriebe ansässig (Anbau von Getreide, Obst und Gewürzpflanzen, Milchwirtschaft, Zucht von Pferden, Rindern, Schafen und Ziegen).
Nouziers liegt abseits der überregional wichtigen Verkehrswege. Am Ostrand der Gemeinde verläuft die Straße D 940 von Guéret nach La Châtre. In der 30 Kilometer südlich gelegenen Départements-Hauptstadt  Guéret besteht ein Anschluss an die autobahnartig ausgebaute Nationalstraße 145 von Angoulême nach Montluçon. Der Bahnhof in Guéret liegt an der Bahnstrecke von Limoges nach Montluçon (Ligne de Montluçon à Saint-Sulpice-Laurière).

## Belege
1. ↑  Ortsname auf cassini.ehess.fr
2. ↑  Nouziers auf cassini.ehess
3. ↑  Nouziers auf INSEE
4. ↑  Landwirtschaftsbetriebe auf annuaire-mairie.fr (französisch)